# Bryggartäppan

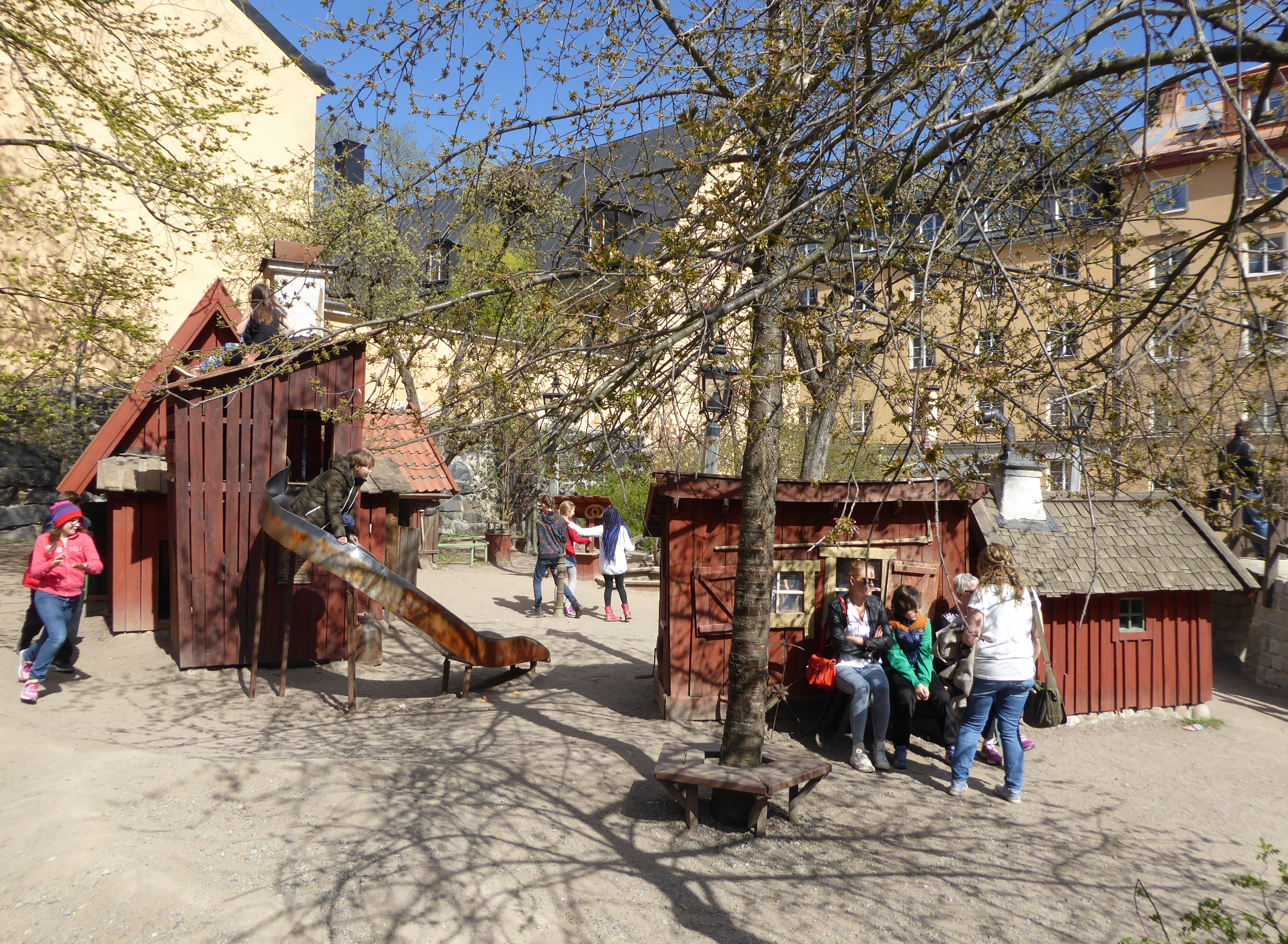
Bryggartäppan i april 2015.

Bryggartäppan är en temalekpark vid Gotlandsgatan på Södermalm i Stockholm. Parken invigdes i juni 2012 och skapades av Lekplatsbolaget och scenografen Tor Svae. Bryggartäppan är en temapark och har miljöer i Per Anders Fogelströms roman ”Mina drömmars stad” som inspiration.

## Beskrivning
En lekplats har funnits i kvarteret Tegen vid Gotlandsgatan 63-65 sedan 1980-talet men den var i början av 2000-talet nergången. Istället för en vanlig upprustning  föddes idén att skapa är en liten del av 1800-talets Södermalm i miniatyr med Per Anders Fogelströms roman "Mina drömmars stad" som tema. Namnet Bryggartäppan påminner om Bjurholms Bryggeri som låg i kvarteret Täppan intill och Katarina kronobränneri som fanns på 1700-talet i kvarterets norra del. 
Här finns en stenlagd gata med en stenvalvsbro, ett hästspann, små sneda och vinda träkåkar, krogen ”Sista Styvern”, ”Barnängens textilfabrik”, en smedja med smeden utanför, ett utedass (på låtsas) och mycket mera. Allt är handbyggt på plats och de flesta husen är inredda. Barnen får gå in och leka med allt. Under den mörka årstiden är husen invändig belysta. Det finns även de ”vanliga” lekredskapen som rutschkana, sandlåda och gungbräda. Skyltar med citat ur Fogelströms roman finns vid några hus. Meningen är att de vuxna ska prata med sina barn om hur folk bodde och levde i Stockholm förr i tiden.
Lekparken är finansierad av Södermalms stadsdelsnämnd och formgiven och uppbyggd av Lekplatsbolaget i samarbete med scenografen och konstnären Tor Svae. Lekparken belönades med ”Årets byggnadspris 2012” som utdelas av Stockholms läns hembygdsförbund.

## Bilder

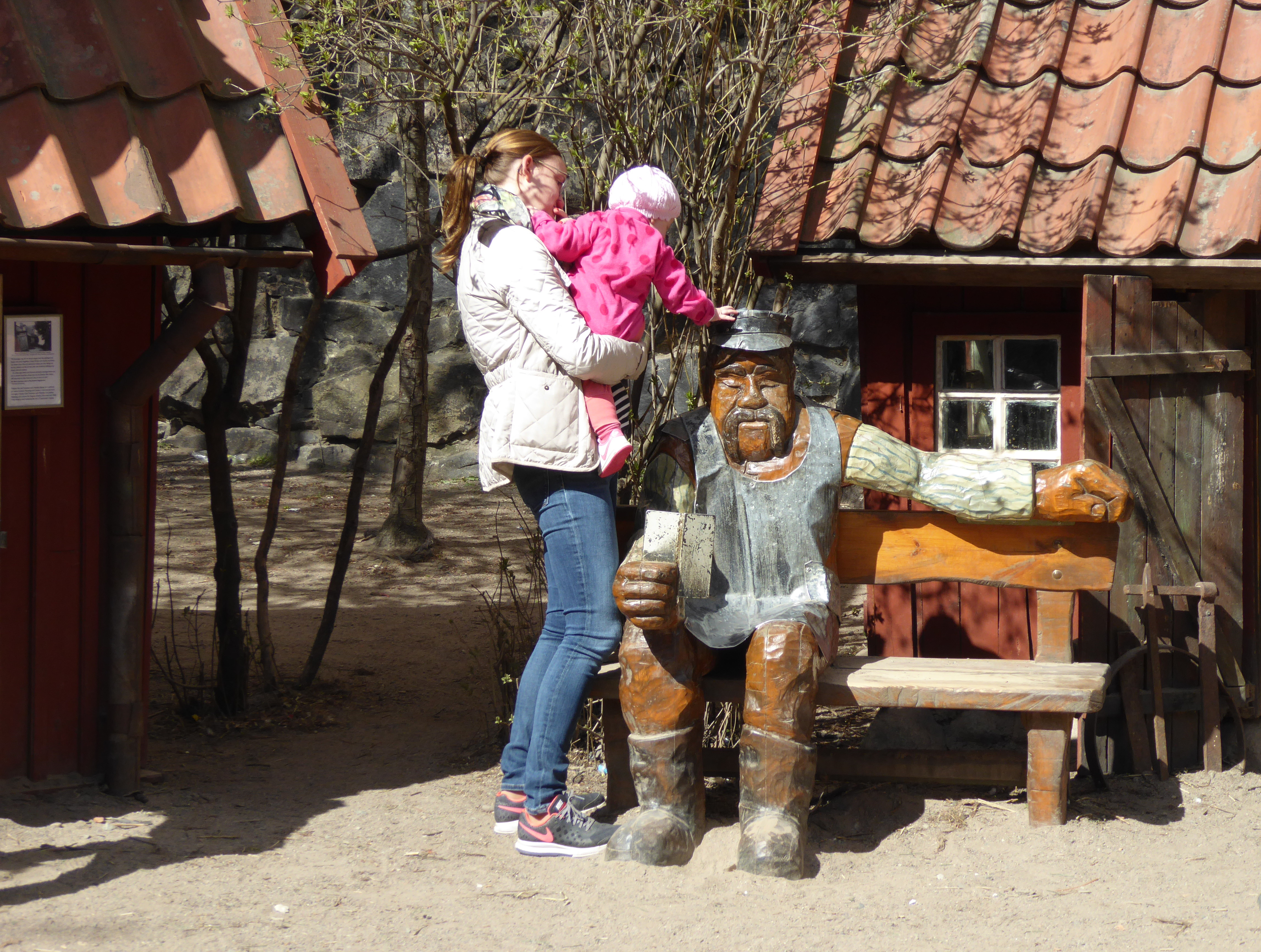
Smeden framför sin smedja
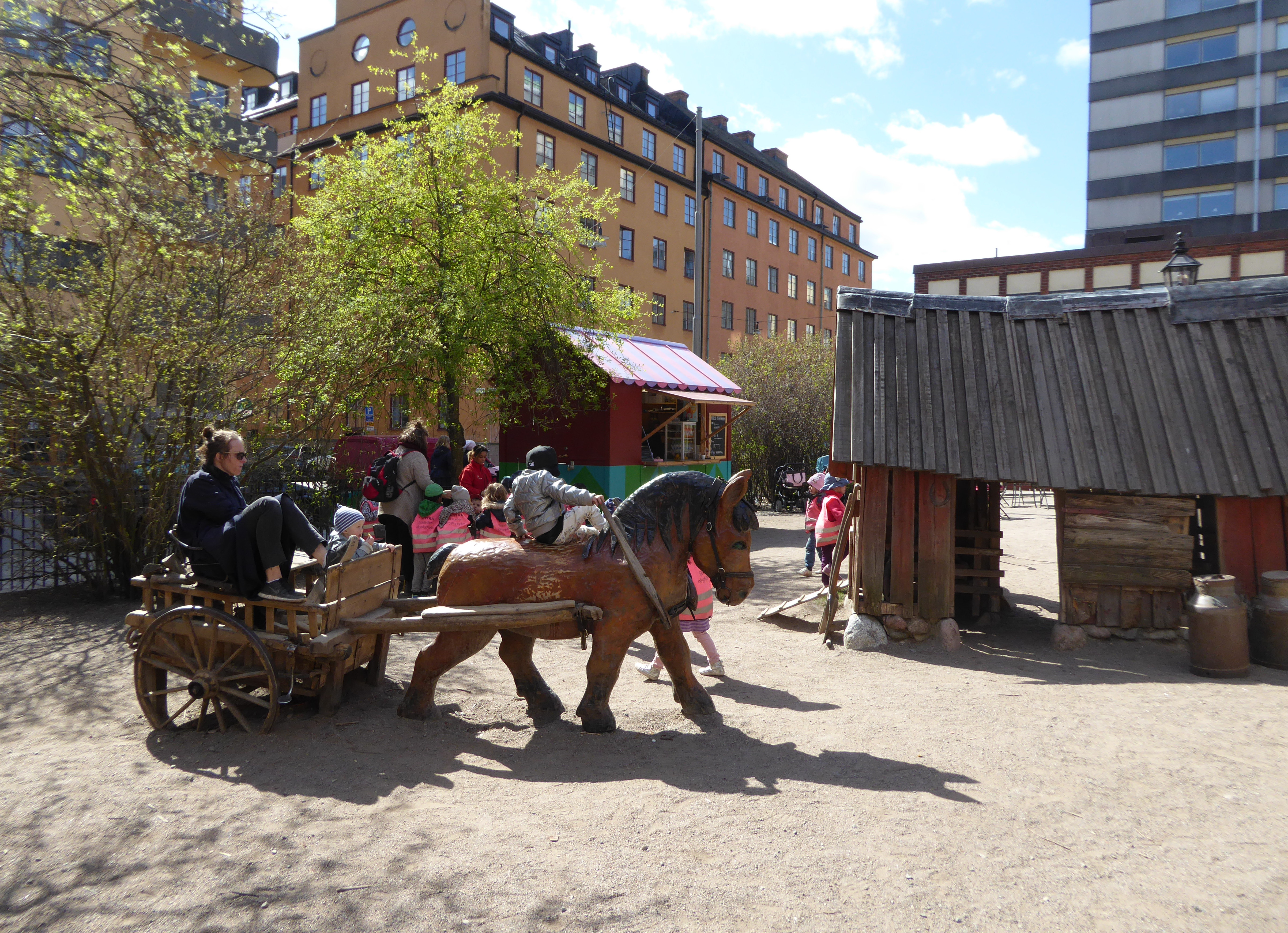
Häst och vagn
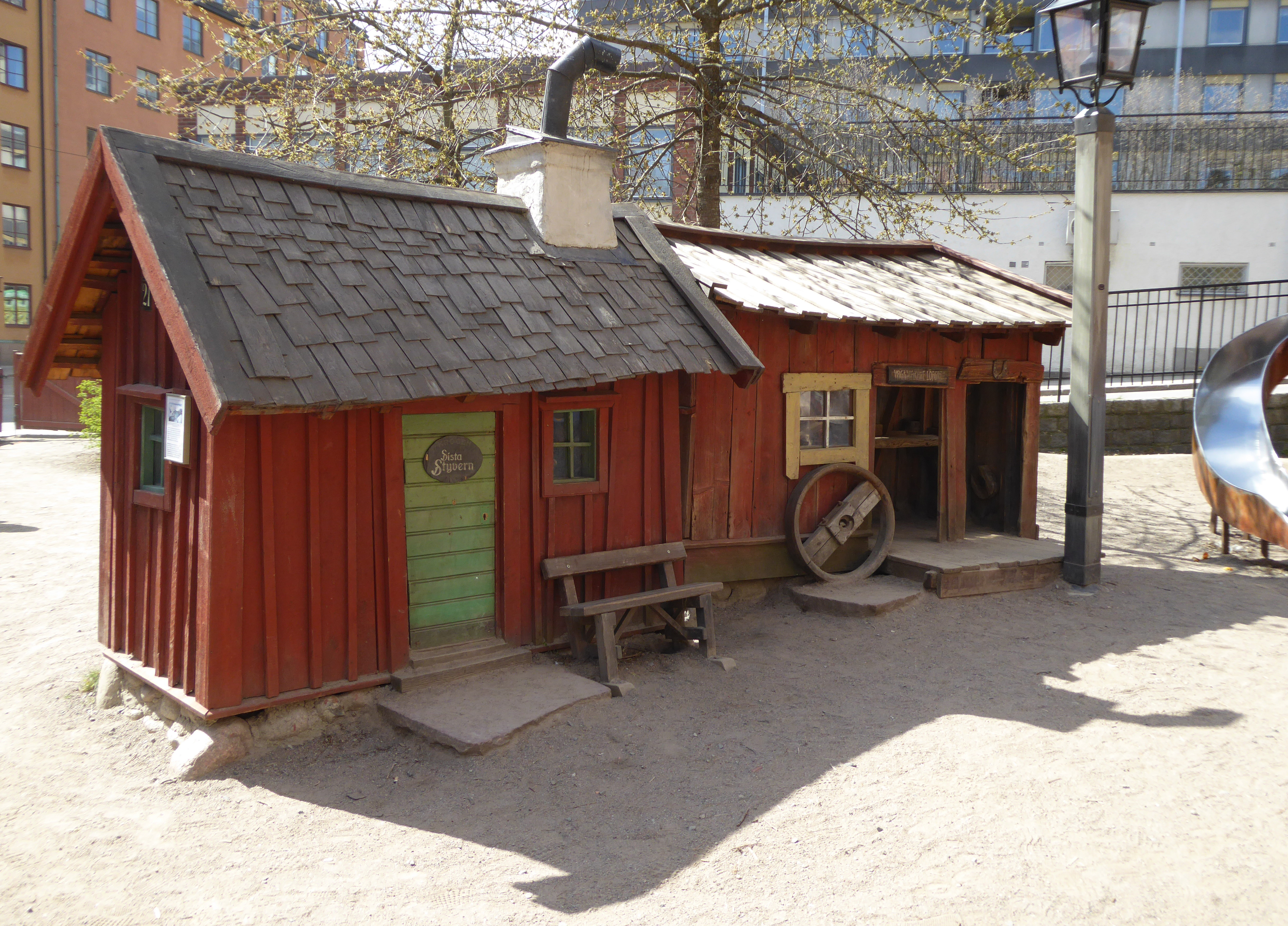
Krogen "Sista Styvern"
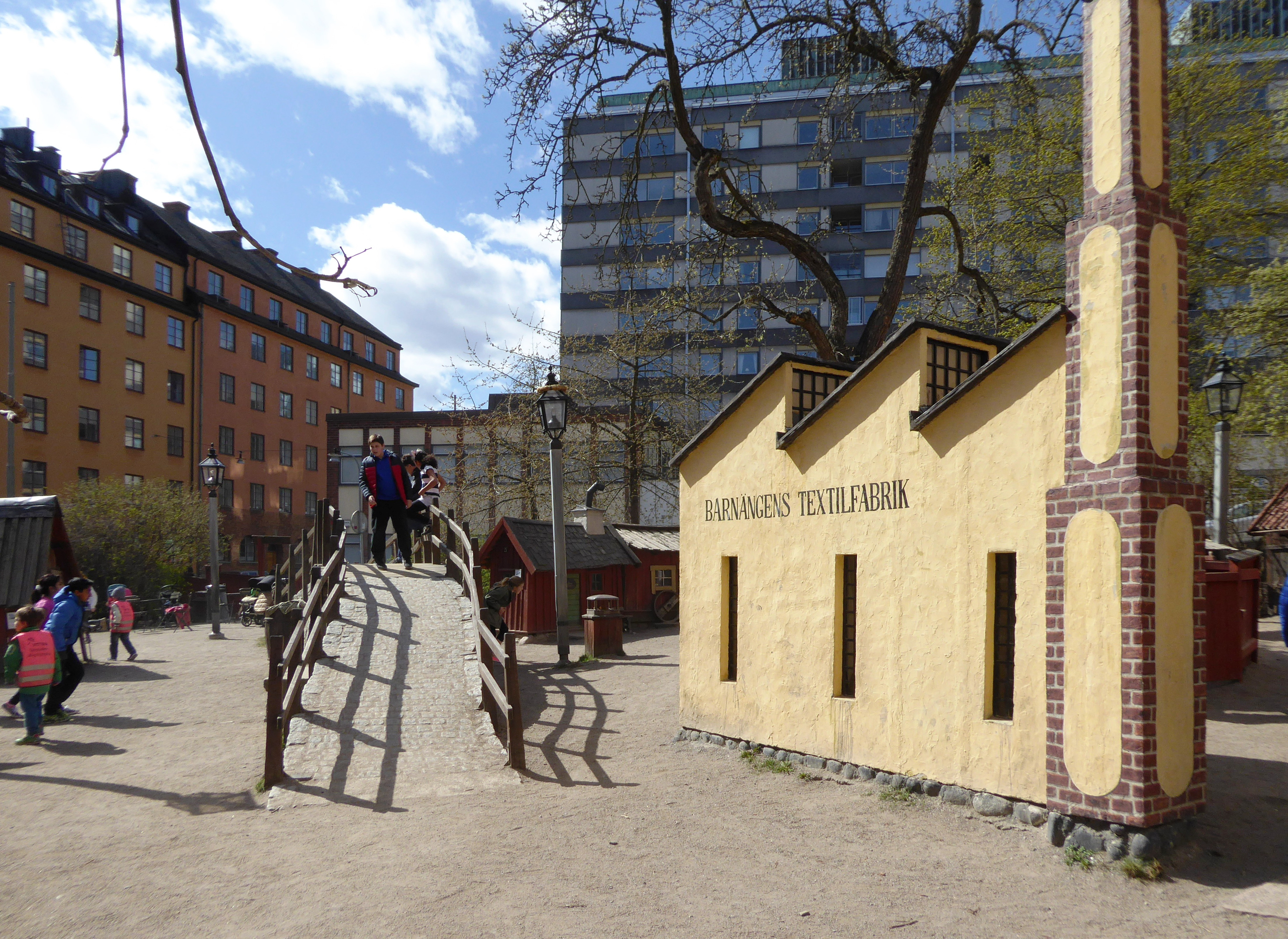
"Barnängens textilfabrik"